# Medvedjek, Trebnje
Medvedjek je naselje v občini Trebnje. Ustanovljeno je bilo leta 1992 iz dela ozemlja naselja Veliki Gaber. Leta 2015 je imelo 80 prebivalcev.
Medvedjek je razloženo naselje na istoimenskem hribu nad avtocesto Ljubljana – Zagreb. Nad vasjo je nekaj vinogradov z zidanicami, to območje pa je bilo vinogradniško pomembno že v srednjem veku, ko so tu imeli vinograde Stiški opati. V bližini so bili odkriti rimski grobovi, območje pa je bilo znano po medvedih. V preteklosti je na tem območju stal Medvedski oziroma Stari grad, o katerem pa ni sledov. Na Medvedjeku so bile med NOB velikokrat bitke med partizani in okupatorji, na kar spominja tudi spomenik partizana, naselje pa je imelo pomembno vlogo tudi pri osamosvajanju Slovenije, žrtvam osamosvojitvenih bojev pa je pod vasjo postavljen spomenik.
Z vojaškozgodovinskega vidika je bil Medvedjek pomemben nižji prelaz na območju. Že v antiki je bila na območje današnjega Trebnja za zavarovanje tega območja postavljena tudi rimska naselbina Municipium Praetorium Latobicorum. V novejšem času pa je bil klanec lokacija več bitk in spopadov. Leta 1813, ko je habsburška oblast ponovno zasedala območje Napoleonove province Ilirije ter v času druge svetovne vojne. 

Spomenik spopadom leta 1991 je bil prvič postavljen leta 1993. Leta 2006 je območje dobilo prijaznejšo, sodobnejšo in dostopnejšo podobo in postalo »Spominski park osamosvojitvene vojne Medvedjek«. K spomeniku je bil leta 2011 postavljen tudi oklepnik BOV-3 (muzejski predmet Vojaškega muzeja SV) s spominskim panojem.